# كاوري فوجيما
كاوري فوجيما مواليد 6 يوليو 1982، هي لاعبة كرة يد يابانية تلعب كحارس مرمى. مثلت منتخب اليابان لكرة اليد للسيدات.

## سجل المنافسة
شاركت في البطولات التالية:
- بطولة العالم لكرة اليد للسيدات 2011
- بطولة العالم لكرة اليد للسيدات 2013
- بطولة العالم لكرة اليد للسيدات 2015